# Maison de la préfecture de Stockholm

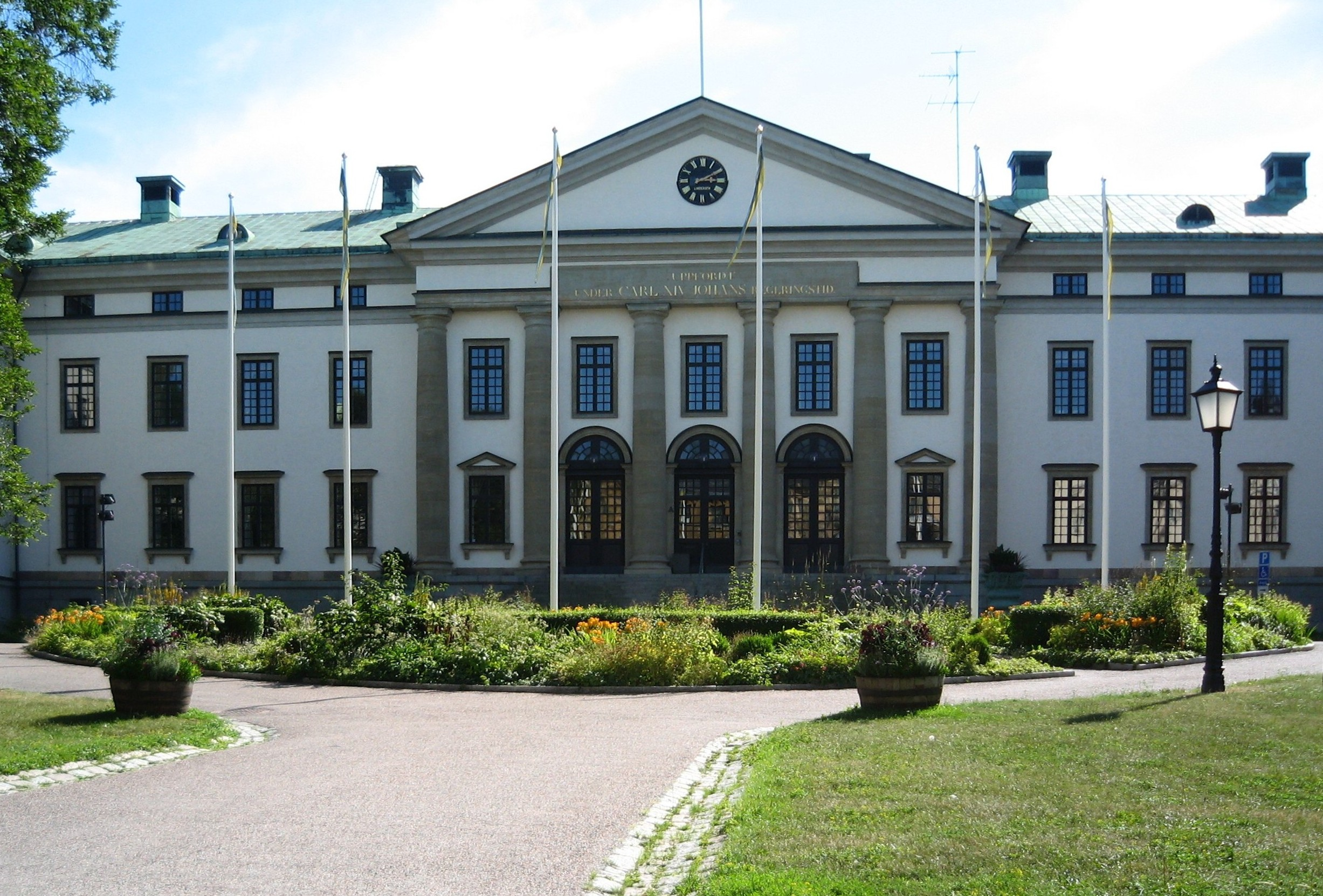
L'ancien hôpital de garnison, aujourd'hui maison de la préfecture de Stockholm.

La maison de la préfecture de Stockholm est un bâtiment situé sur l'île de Kungsholmen dans le centre de la capitale suédoise. Construit au début du XIXe siècle, il sert tout d'abord d'hôpital militaire et est alors connu sous le nom d'hôpital de garnison (garnisonssjukhuset). L'hôpital ferme ses portes en 1969, et c'est en 1971 que le bâtiment devient le nouveau siège de la préfecture (landstingshuset) de Stockholm.

## L'hôpital de garnison

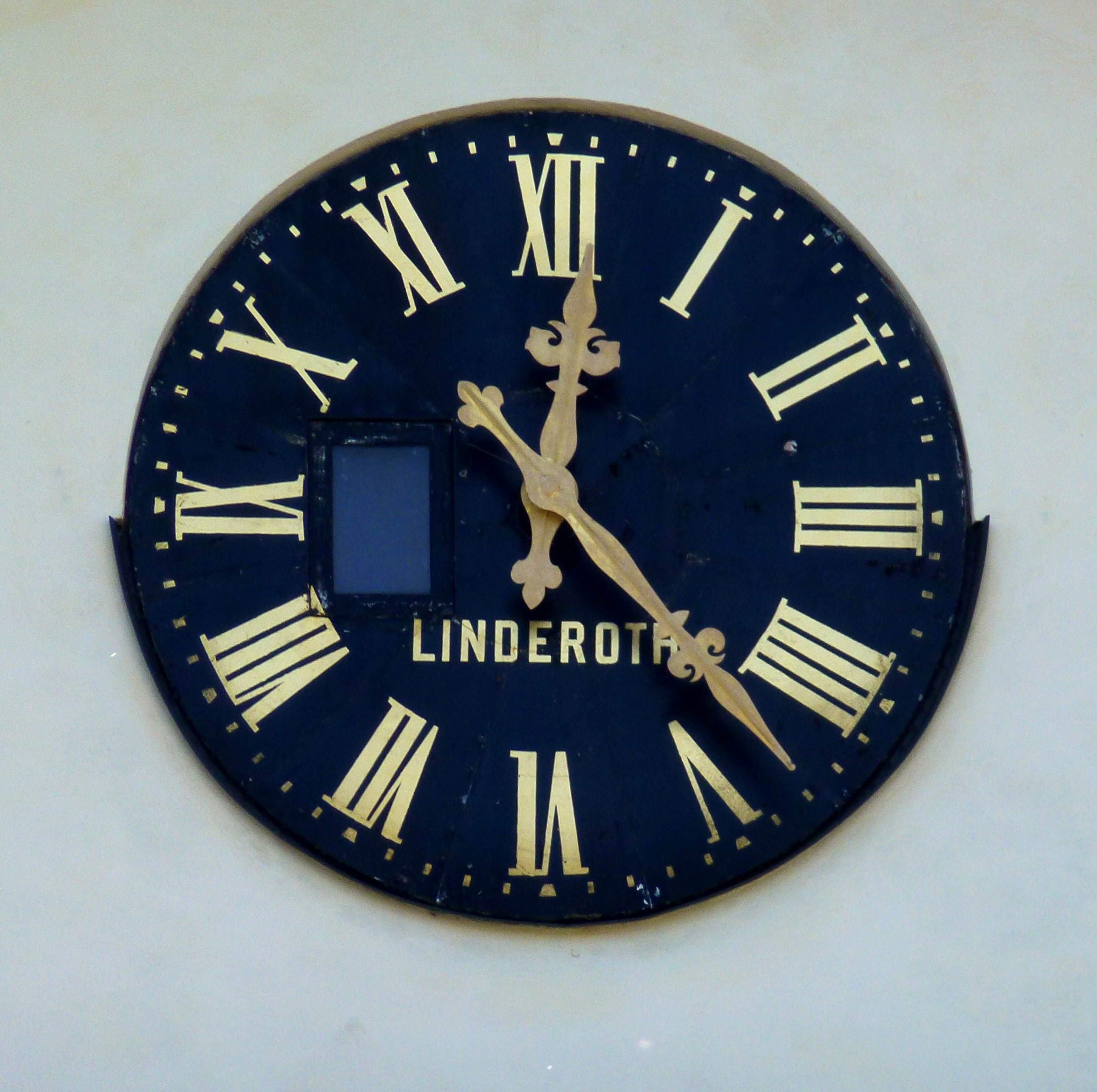
L'horloge a été construite par la fabrique horlogère Linderoth.

L'hôpital est construit dans les années 1816-1834, sous l'impulsion d'un comité dirigé par Jean-Baptiste Bernadotte, le futur roi Charles XIV Jean.
Le terrain est choisi entre autres pour sa situation sur les rives du lac Mälar : à cette époque, la rue Norr Mälarstrand n'existe pas encore, et l'hôpital a donc un accès direct aux eaux du lac. Le bâtiment principal, œuvre de l'architecte Carl Christoffer Gjörwell, fait partie d'un très petit nombre d'édifices de style classique à Stockholm. La clôture en fonte qui fait le tour du terrain est ornée de motifs médicaux et militaires. Elle a été dessinée en 1837 par l'architecte Johan Adolf Hawerman (sv).
Après la construction du canal Göta, l'hôpital de garnison est le plus grand projet de construction entrepris sous le règne de Charles XIV Jean. Le parlement alloue tout d'abord un budget de 160 000 riksdaler au projet, mais la construction coutera finalement deux fois plus cher.
Lorsqu'il est inauguré en 1834, l'hôpital est le plus grand et le plus moderne des établissements hospitaliers de Scandinavie. Il compte 430 lits, mais peut en cas de conflit ou d'épidémie traiter jusqu'à 600 patients. Il sert aussi d'hôpital d'instruction des armées. Pendant presque cent ans, seuls sont admis les militaires, mais cette règle est assouplie en 1933.
L'hôpital est organisé en plusieurs larges salles d'une vingtaine de lits. On y trouve des salles dédiées aux sous-officiers, aux malades contagieux, aux cas psychiatriques, ainsi qu'une chapelle, une pharmacie et des bains.
L'hôpital est fermé en 1969. Pendant les dernières années, à partir de 1952, il sert d'annexe à l'hôpital Saint-George, pour les soins de longue durée. Le dernier patient en sort le 30 septembre 1969.

## La maison de la préfecture

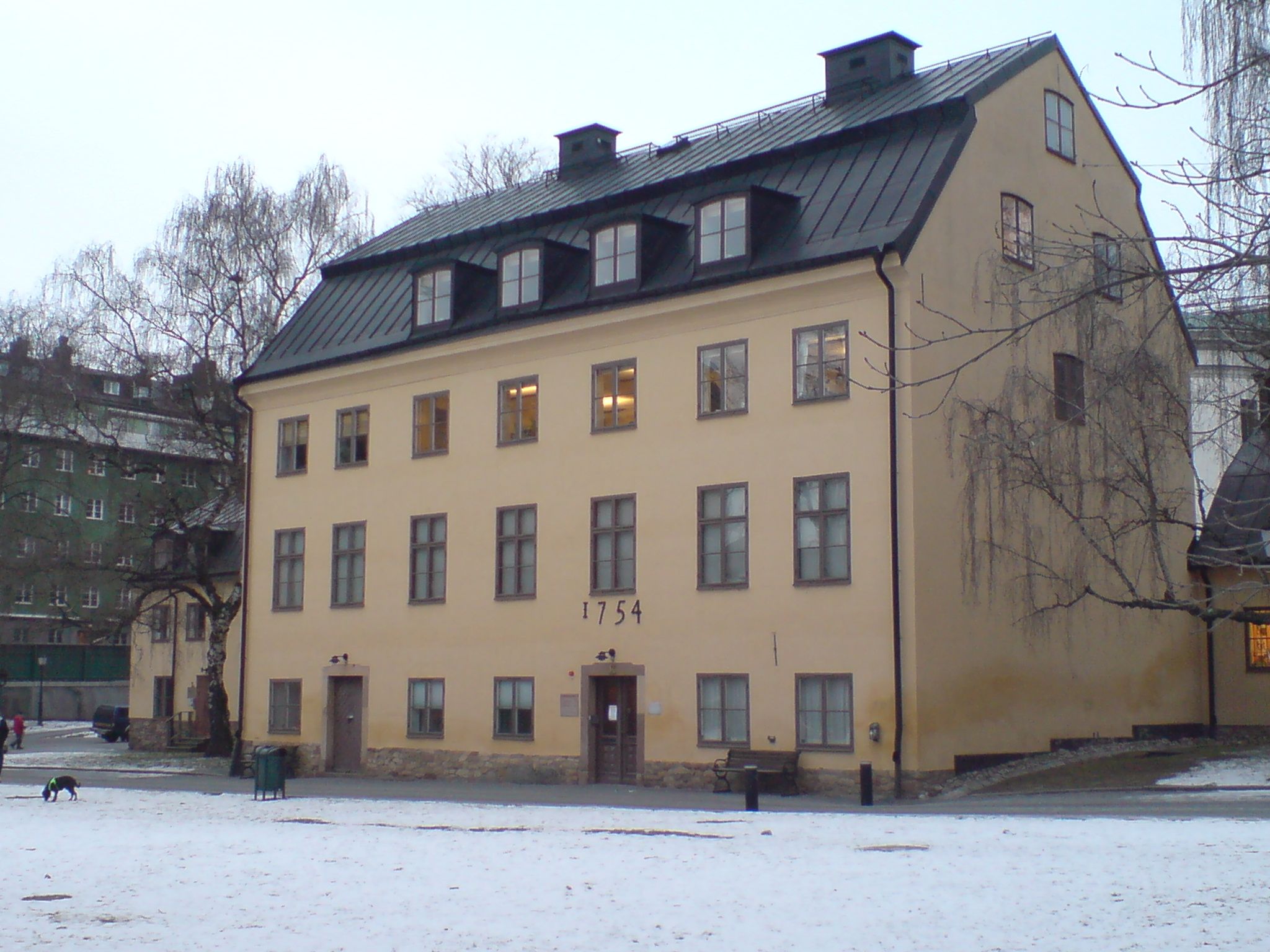
La maison Graver, construite en 1754, est une des annexes de la préfecture.

En 1971, une nouvelle organisation préfectorale est créée pour le grand Stockholm, qui reprend certaines des fonctions assurées jusque-là par la ville de Stockholm. C'est dans ce cadre qu'un nouveau siège politique et administratif voit le jour.
Dès mai 1968, il est décidé que les nouveaux locaux seront installés dans l'ancien hôpital de garnison. Dans les années 1970 et 1971, d'importants travaux d'aménagement et de rénovation sont entrepris, afin d'adapter les bâtiments à leur nouvel usage. Ces travaux sont placés sous la direction de l'architecte Nils Sterner. En particulier, le bâtiment principal est agrandi côte sud, avec l'ajout d'une extension et d'une terrasse. Sous la terrasse, on retrouve l'hémicycle des conseillers préfectoraux, un hall, et le restaurant du personnel, qui est aussi ouvert au public. La chapelle de l'hôpital a été transformée en salle de réunion, et les anciennes salles de soins ont été réaménagées en bureaux et salles de travail.

## Parc et annexes
Le terrain sur lequel est érigée la maison de la préfecture est un parc ouvert au public. La zone située entre le bâtiment principal et les rives du lac Mälar est occupée par plusieurs édifices. Il s'agit d'anciennes annexes de l'hôpital, qui abritent aujourd'hui divers services préfectoraux. On a aussi construit un nouveau bâtiment, dans un style similaire aux anciens. Une crèche a également été ouverte sur les lieux.
La maison Graver (Graverska huset) est le bâtiment situé immédiatement au sud de l'entrée sud de la maison de la préfecture. Elle a été construite en 1754, à l'initiative de l'homme d'affaires Jacob Graver (sv). En plus de bureaux, elle abrite aujourd'hui des salles de réception, auxquelles on a rendu leur aspect du XVIIIe siècle.